# زوونچه
زوونچه (به بلغاری: Zvunche) یک منطقهٔ مسکونی در بلغارستان است که در شهرستان کاردژالی واقع شده‌است.